# یوری فیلاتوف
یوری فیلاتوف (روسی: Юрий Николаевич Филатов؛ زادهٔ ۳۰ ژوئیهٔ ۱۹۴۸) قایقران کانو اهل اوکراین است.